# Hancock Prospecting
Hancock Prospecting est une entreprise minière basé à Perth en Australie. Elle a pour chef d'entreprise Gina Rinehart.